# Китайгородский, Исаак Ильич
Исаак Ильич Китайго́родский (27 апреля 1888, Кременчуг — 26 июня 1965, Москва) — физикохимик, специалист в области технологии изготовления стекол, основатель и первый заведующий кафедры химической технологии стекла и ситаллов, профессор МХТИ имени Д. И. Менделеева. Лауреат Ленинской (1963) и двух Сталинских премий третьей степени (1941, 1950). Заслуженный деятель науки и техники РСФСР (1959).

## Биография
Родился 15 (27) апреля 1888 года в Кременчуге (ныне — Полтавская область, Украина). В 1910 году окончил Киевский политехнический институт. С 1933 по 1965 годы являлся профессором МХТИ имени Д. И. Менделеева.
Умер 26 июня 1965 года. Похоронен в Москве на Новодевичьем кладбище (участок № 6).

## Семья
Сын — Александр Исаакович Китайгородский, физик. Внучка — Галина Александровна Китайгородская, педагог.

## Научные интересы
Разрабатывал технологии варки стекла, а также пеностекла и сверхпрочного искусственного камня. Под его руководством был создан новый класс стеклокристаллических материалов, получивших название ситаллы.
Написал учебник по проблемам технологии изготовления стекла, изданный кроме русского ещё и на немецком, венгерском и чешском языках.

Могила на Новодевичьем кладбище

## Награды и премии
- Сталинская премия III степени (14 марта 1941) — за разработку интенсификации процесса варки и выработки стекла
- Сталинская премия III степени (1950) — за создание нового строительно-изоляционного материала «Пеностекло»
- Ленинская премия (1963)
- заслуженный деятель науки и техники РСФСР (1959)
- четыре ордена, медали